# Hoa hậu Quốc tế 1974
Hoa hậu Quốc tế 1974 là cuộc thi Hoa hậu Quốc tế lần thứ 14, được tổ chức vào ngày 9 tháng 10 năm 1974 tại, Osaka, Nhật Bản. 45 thí sinh tham gia cuộc thi năm nay. Trong đêm chung kết, Hoa hậu Quốc tế 1973 Tuula Anneli Bjorkling đến từ Phần Lan đã trao vương miện cho người kế nhiệm, cô Karen Brucene Smith đến từ Hoa Kỳ. Đây là lần đầu tiên Hoa Kỳ đăng quang cuộc thi.

## Kết quả

### Thứ hạng
| Kết quả              | Thí sinh |
| -------------------- | --- |
| Hoa hậu Quốc tế 1974 | - Hoa Kỳ – Karen Brucene Smith |
| Á hậu 1              | - Anh Quốc – Joanna Booth |
| Á hậu 2              | - Phần Lan – Johanna Raunio |
| Á hậu 3              | - Tahiti – Micheline Mira Vehiatua |
| Á hậu 4              | - Úc – Monique Daams |
| Top 15               | - Bỉ – Marie-Rose Pieters - Colombia – Beatriz Cajiao Velasco - Hy Lạp – Anny Tatsopoulou - Ý – Feliciana Del Spirito - Nhật Bản – Hideko Shigekawa - Hàn Quốc – Kang Young-sook - New Zealand – June St. Clair Buchanan - Nicaragua – Maria Rivas Argüello - Tây Ban Nha – Consuelo Martín López - Thụy Điển – Monica Söderqvist |

### Các giải thưởng phụ
| Giải thưởng                 | Thí sinh                       |
| --------------------------- | ------------------------------ |
| Hoa hậu Thân thiện          | - Mexico – Alicia Cardona Ruiz |
| Hoa hậu Ảnh                 | - Úc – Monique Daams           |
| Trang phục dân tộc đẹp nhất | - Hà Lan – Nanna Beestra       |

## Thí sinh
| - Argentina - Nilda Maria Yamaguchi - Úc - Monique Francisca Daams - Áo - Margit Schwarzer - Bỉ - Marie-Rose Pieters - Bolivia - Dilian Nela Martínez - Brazil - Janeta Eleomara Hoeveler - Anh Quốc - Joanna Margaret Booth - Canada - Sandra Margaret Emily Campbell - Chile - Maria del Carmen Bono - Colombia - Beatriz del Carmen Cajiao Velasco - Costa Rica - Ilse Marie Von Herold - Đan Mạch - Lone Andersen - Phần Lan - Johanna Raunio - Pháp - Josiane Bouffeni - Đức - Martina Maria Zanft - Hy Lạp - Anny Tatsopoulou - Guam - Roseann Janice Waller - Hawaii - Ann Tomoko Yoshioka - Hà Lan - Nanna Beetstra - Honduras - Rosario Elena Carvajal - Iceland - Thorunn Stefansdóttir - Ấn Độ - Leslie Jean Hartnett - Indonesia - Lydia Arlini Wahab | - Ireland - Yvonne Costelloe - Ý - Feliciana Chantal Del Spirito - Nhật Bản - Hideko Shigekawa - Hàn Quốc - Kang Young-sook - Luxembourg - Carmen Marcolini - Malaysia - Amy Theresa Sibert - Mexico - Alicia Elena Cardona Ruiz - New Zealand - June St. Clair Buchanan - Nicaragua - Maria Amanda Rivas Argüello - Philippines - Erlynne Reyes Bernardez - Bồ Đào Nha - Irene Mendes Teixeira - Singapore - Valerie Oh Choon Lian - Tây Ban Nha - Consuelo "Chelo" Martín López - Sri Lanka - Dayangani Priyanthi Nanayakkara - Thụy Điển - Monica Söderqvist - Thụy Sĩ - Astrid Maria Angst - Tahiti - Micheline Mira Vehiatua - Thái Lan - Uvadee Sirirachata - Thổ Nhĩ Kỳ - Sevsin Canturk - Uruguay - Mirta Grazilla Rodríguez - Hoa Kỳ - Karen Brucene Smith - Venezuela - Marisela Carderera Marturet |

## Chú ý

### Trở lại
- Lần cuối tham gia vào năm 1970:
  -  Indonesia
- Lần cuối tham gia vào năm 1972:
  -  Costa Rica
  -  Uruguay

### Bỏ cuộc
| - Ecuador - Hồng Kông - Malaysia | - Na Uy - Puerto Rico |

## Liên kết
- Pageantopolis - Miss International 1974